# Nghịch lý Banach–Tarski

Một quả bóng thành 2 quả bóng cùng kích thước

Dịch chuyển và lắp ghép

Nghịch lý Banach-Tarski nổi tiếng về kết quả "phi trực giác" của nó và thường được dùng để nhấn mạnh về sự bẻ gãy các ý kiến của con người trên một thể tích. Nghịch lý này được phát biểu bởi hai nhà toán học người Ba Lan Stefan Banach (1892-1945) và Alfred Tarski (1901-1983) vào năm 1924.
Trong trương hợp đặc biệt, nó chỉ ra rằng:
Một hình cầu đặc trong không gian Euclide 3 chiều có thể bị chia nhỏ ra làm một số hữu hạn các phần nhỏ mà sau đó lại được chuyển dịch để cấu trúc thành hai hình cầu có cùng một kích thước với hình cầu nguyên thủy.